# ガンツウ
guntû（ガンツウ）は、ツネイシホールディングス傘下のせとうちクルーズが運航するクルーズ客船。船名はイシガニの備後地方における方言に由来する。

## 概要
常石造船で建造され、2017年10月17日に就航した。
尾道市のベラビスタマリーナを発着港として、瀬戸内海沿岸を周遊。本船に搭載のテンダーボートに乗り換え、宮島、大三島などに寄港する宿泊型クルーズを行っている。振動を抑えるため電動モーターにより10ノットで航行する。夜は港に接岸せず、入江に投錨することが多い。
建造資金は、地元地方銀行および日本政策投資銀行の出資による「せとうち観光活性化ファンド」を通じて調達。事業開発を地域の金融機関など40社超が出資する瀬戸内ブランドコーポレーションが、プロモーション・旅行商品開発を一般社団法人 せとうち観光推進機構が支援するなど、地元企業の協力を受けて事業が進められている。

## 設計

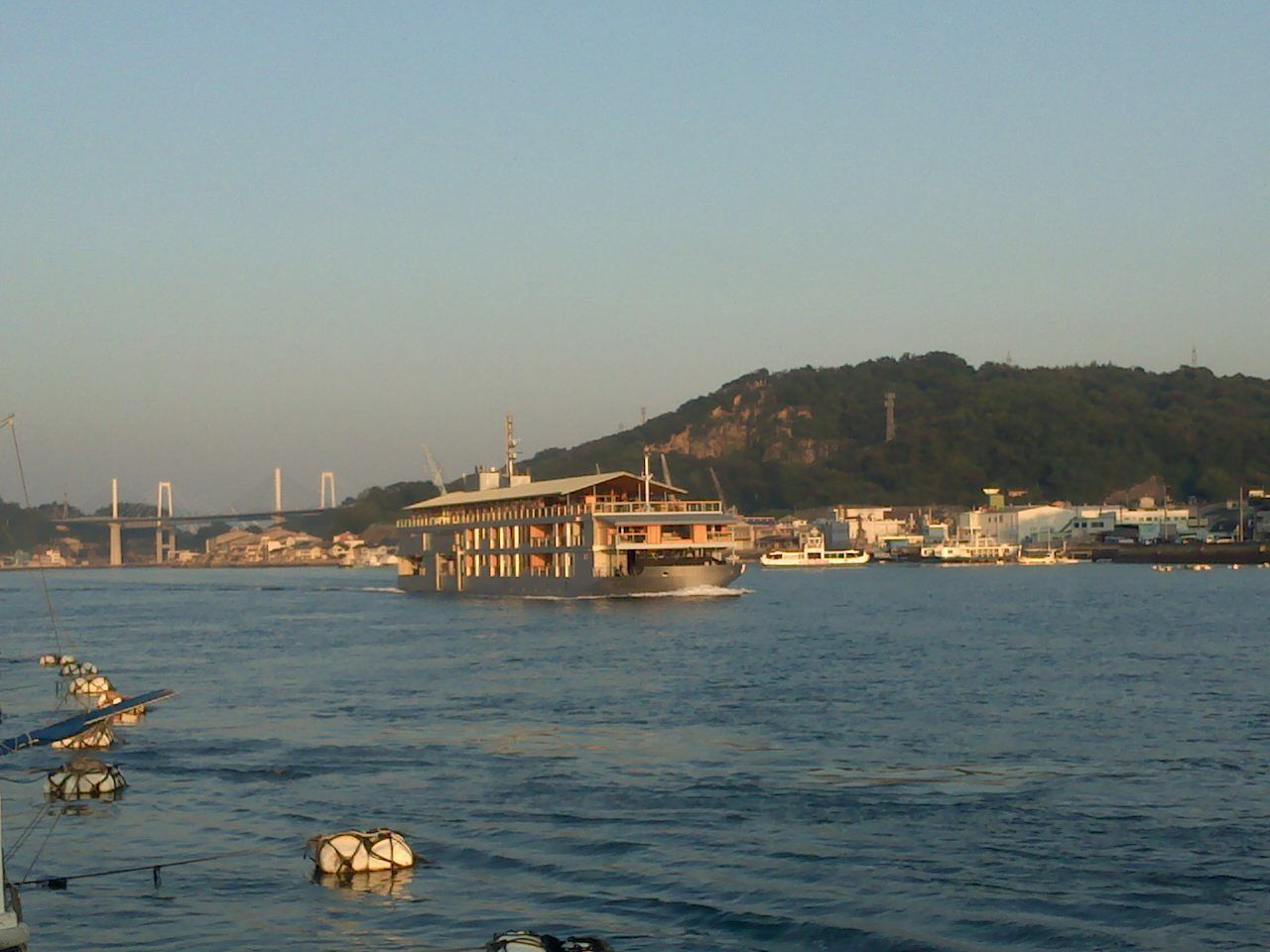
尾道水道を航行する就航前の本船

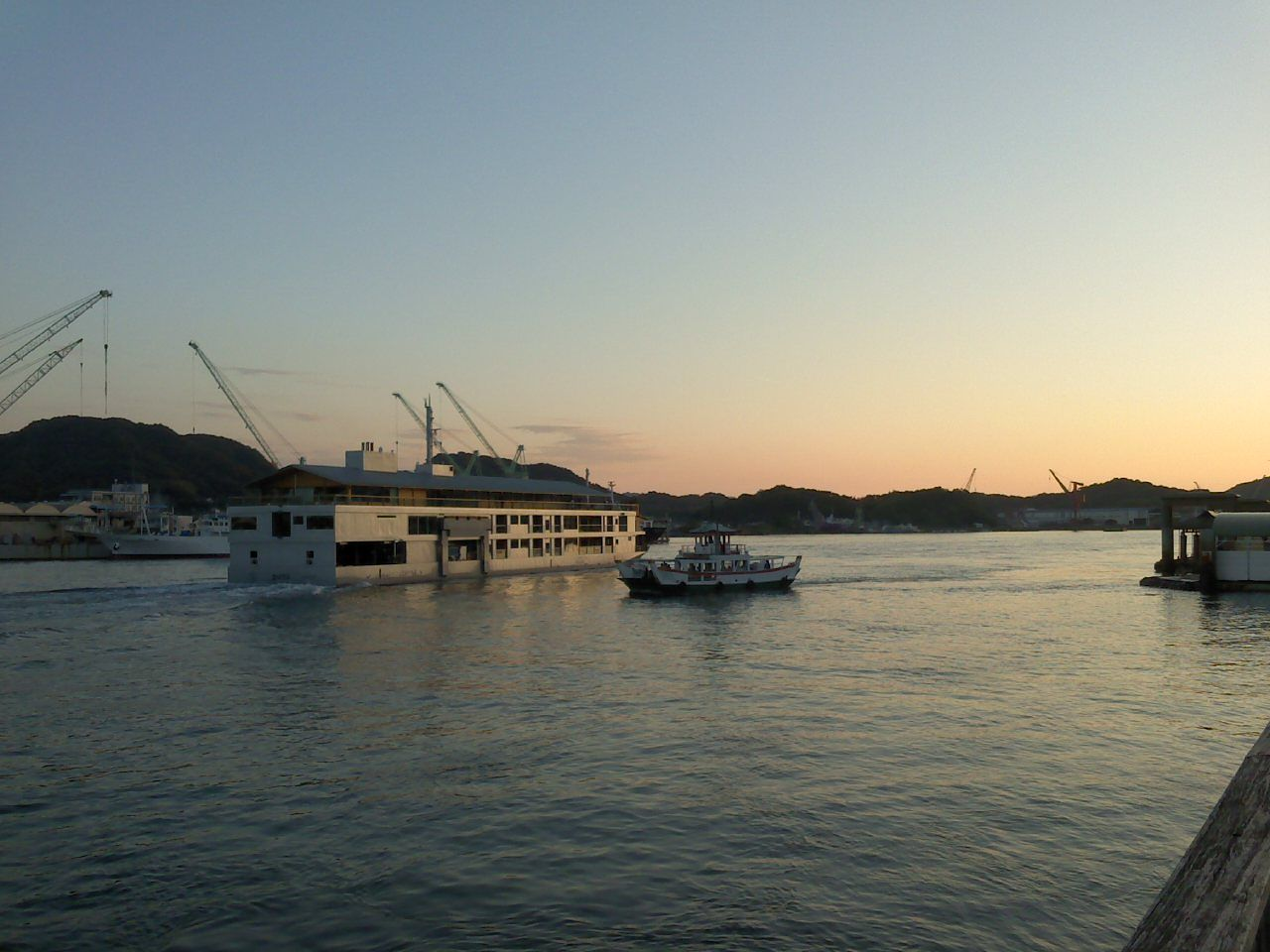
尾道水道を航行する就航前の本船

外観および内装の設計は建築家の堀部安嗣によるもので、瀬戸内との調和をコンセプトにデザインされた。船体上部は瀬戸内の集落に見られる切妻屋根をイメージし、外観上の特徴となっている。船体色は海や空に溶け込む色としてシルバーが選ばれた。内装には木材が多用されており、船舶の安全基準に合わせて不燃材が使用されている。客室は全て海が見えるように配置されている。
船体は4層構造で上部からDECK3 - DECK1と呼称され、DECK1・2に客室、DECK3にダイニング、鮨カウンター、カフェ＆バー、ラウンジなどが設けられる。DECK1には乗船口が設けられているほか、後部はACTIVITY DECKとなっており、寄港先での上陸用にテンダーボート2隻を搭載する。操舵室はDECK1の前端に設けられている。DECK1の下部は機関室・乗組員区画となっている。
客室は全室海側で50 - 90平方メートルの4タイプ19室（1室2名定員）が設けられている。

## 船内
船内では地元食材を中心とした食事が提供され、室内の調度品、アメニティなども瀬戸内海沿岸の生産品が厳選されて使用されている。船内で提供される和食は神宮前の「重よし」の主人である佐藤憲三が監修。鮨は淡路島「亙（のぶ）」の坂本亙生が監修する。その他、ラウンジでは奈良の「樫舎（かしや）」の喜多誠一郎監修の和菓子も楽しめる。

DECK3
- オープンデッキ
- カフェ＆バー
- ダイニング
- 鮨カウンター
- 縁側
- ショップ
- ラウンジ

DECK2
- ザ ガンツウスイート
- グランドスイート
- テラススイート（露天風呂付き）
- テラススイート
- 浴場
- ジム
- トリートメントルーム
- 湯上り処

DECK1
- グランドスイート
- テラススイート（露天風呂付き）
- テラススイート
- エントランス
- アクティビティデッキ（テンダーボート）